# Herrgottsruhkapelle (Mindelheim)

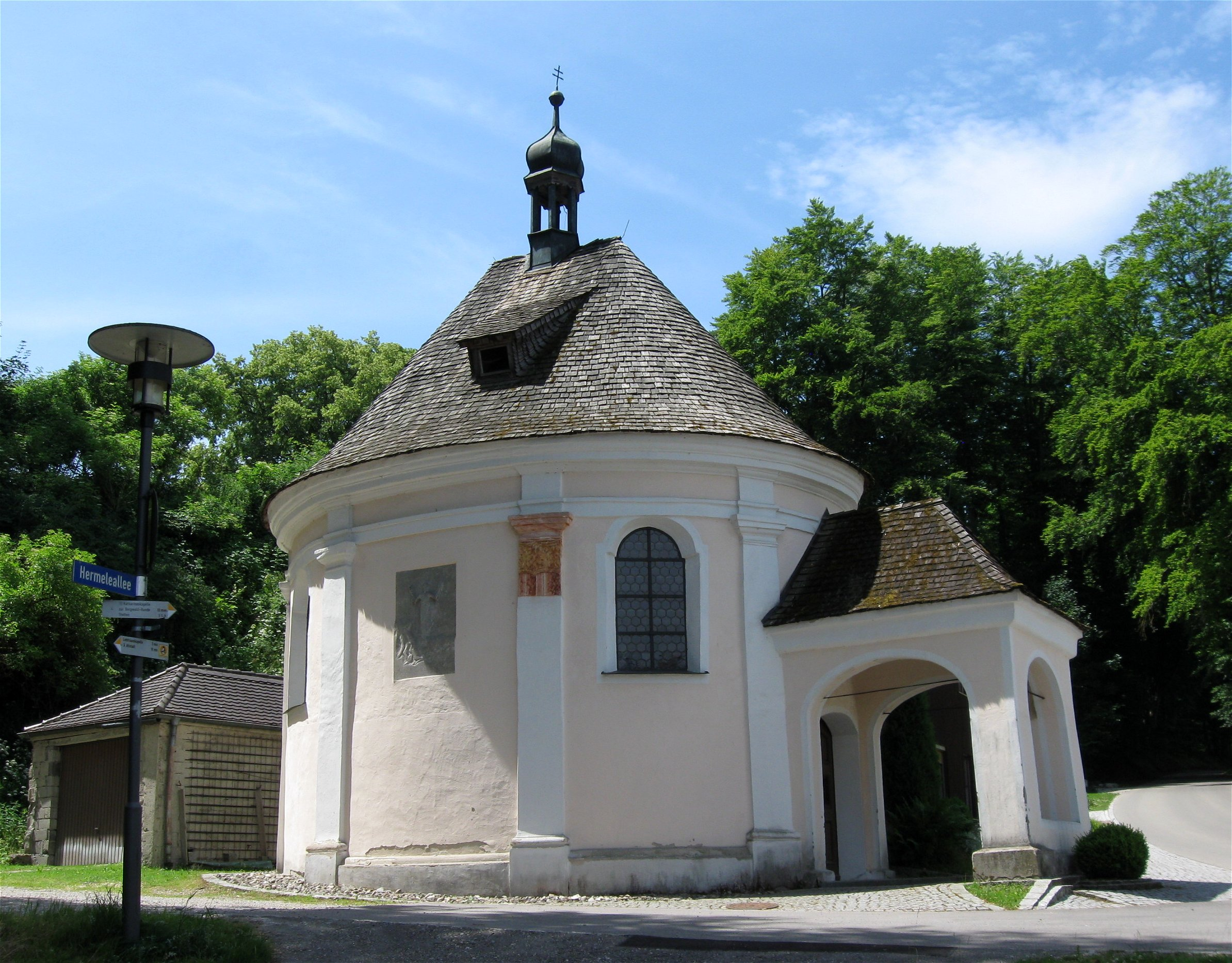
Herrgottsruhkapelle in Mindelheim

Die römisch-katholische Herrgottsruhkapelle in Mindelheim im Landkreis Unterallgäu (Bayern) wurde zu Beginn des 18. Jahrhunderts errichtet und steht unter Denkmalschutz. Das Kapellengebäude steht auf halber Höhe des Katharinenberges an der Memminger Straße.

## Geschichte
Bevor die Kapelle 1718 errichtet wurde, befand sich an dieser Stelle ein Bildstock mit einer Herrgottsruh-Figur. Der St. Sebastians-Benefiziat Johann Hörmele (Hermele) ließ die noch bestehende Kapelle errichten. In den Jahren 1850 sowie 1954 bis 1957 wurde das Gebäude renoviert.

## Beschreibung

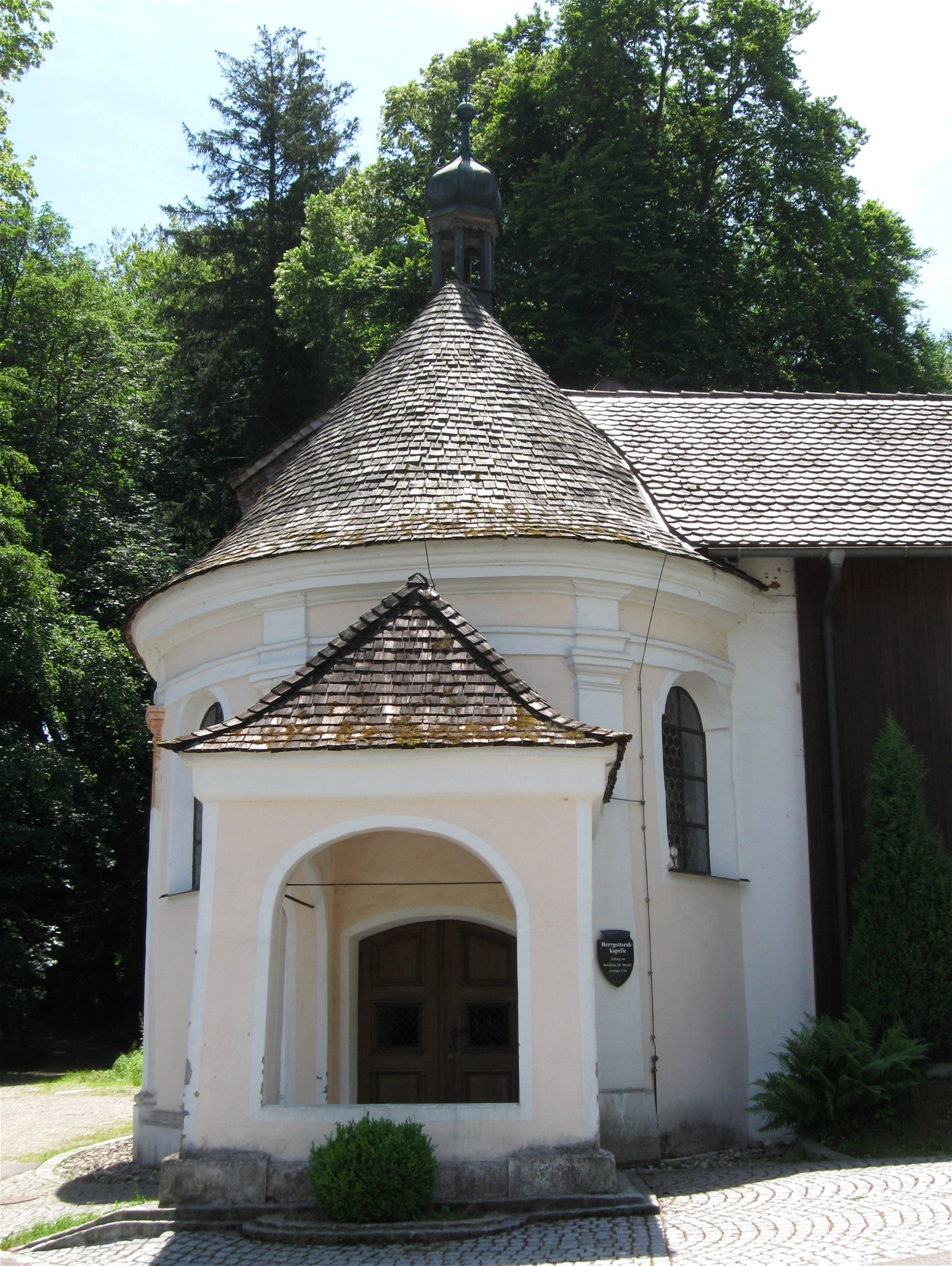
Eingang mit Vorzeichen der Kapelle

Das Gebäude ist als längsovaler Bau ausgeführt, welcher nach Süden ausgerichtet ist. Innen wie außen ist die Kapelle durch teils rot marmorierte toskanische Pilaster gegliedert. Durch die mit Gebälkstücken verzierten Pilaster ergeben sich acht Achsen, deren Mittelachsen der Längsseiten breiter sind. An den Seiten des Altares sind keine Pilaster angebracht. Im Inneren ist ein flaches gemuldetes Gewölbe mit acht Stichkappen über halbrunden Schildbögen angebracht. Eingezogene Rundbogenfenster sind jeweils in den diagonalen Achsen vorhanden. Der Fußboden ist mit quadratischen Platten aus Solnhofener Plattenkalk ausgelegt. Das mit Schindeln gedeckte Dach der Kapelle ist an den Schmalseiten kegelig gerundet. Über dem First erhebt sich der sechseckige offene Dachreiter mit Zwiebelhaube. Der Zugang zur Kapelle erfolgt über eine Stichbogentür im nördlichen Scheitel. Davor befindet sich das quadratische und flachgedeckte Vorzeichen. An drei Seiten ist jeweils eine Rundbogenarkade vorhanden. Über dem Karniesgesims ist das Vorzeichen mit einem Walmdach gedeckt. Das aus Muschelkalk gefertigte Relief mit der Darstellung der Auferstehung Christi an der Mittelachse der Ostseite wurde 1964 von Georg Bayer geschaffen. An dessen Stelle wurde 1904 ein verwittertes Fresko einer Kreuzigungsgruppe aus der Bauzeit freigelegt. An der Westseite ist ein Mesnerhaus angebaut. Dieser zweigeschossige Satteldachbau wurde erneuert.

## Ausstattung
Der Stuck der Kapelle ist auf Gemälderahmen beschränkt und stammt von 1718. Im Gewölbescheitel sind in der Mitte ein Schweiffeld und im Norden und Süden vierpassförmige Felder vorhanden. Kleinere Schweiffelder sind in den Zwickeln. Georg Schwank aus Mindelheim schuf 1957 die Fresken im Inneren. Sie folgen dabei den Resten der ursprünglichen Bilder von 1718. In der Mitte ist das Auge Gottes mit vier Engelsköpfen, südlich davon das Jesus- und nördlich davon das Marienmonogramm dargestellt. Die Zwickel an der Seite zeigen Putten mit den Leidenswerkzeugen Christi. Oberhalb der Türe in einem Zwickel ist eine Restaurierungsinschrift von 1957 angebracht.

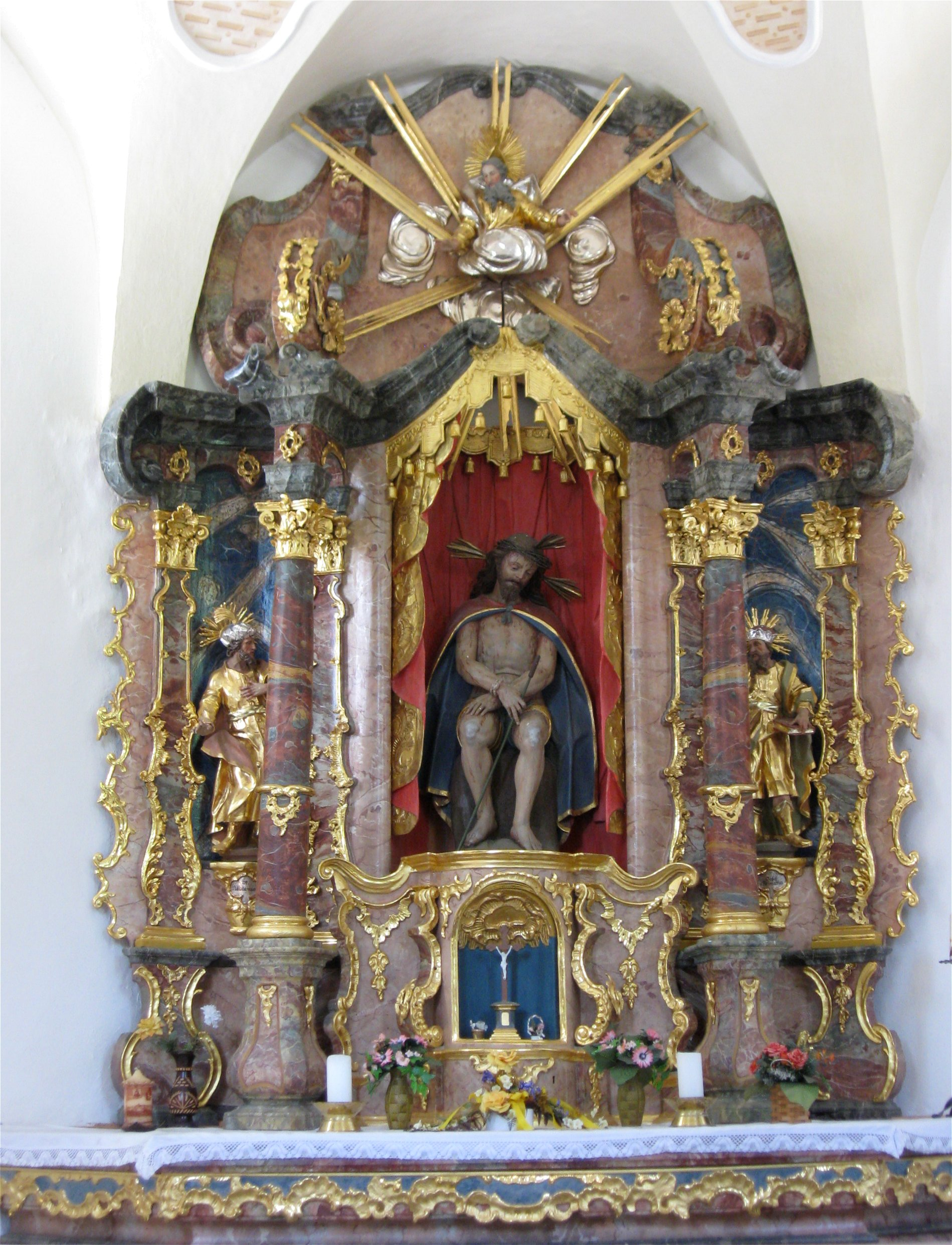
Altar, 18. Jahrhundert

Der Altar wurde in der Mitte des 18. Jahrhunderts aus Holz geschaffen. Er ist rosa, rot und grau marmoriert, sowie mit Golddekor verziert. Der Stipes ist dreiseitig polygonal, im unteren Bereich konkav und im oberen konvex gebaucht. Der Altaraufbau ist konkav-konvex-konkav und durch mit Rocaillen besetzte Pilaster in drei Achsen gegliedert. Die breite Mittelachse zeigt in der zentralen Rundbogennische die gefasste Holzfigur des Heilands in der Rast aus dem Anfang des 18. Jahrhunderts. Die Rundbogennische ist von einer Vorhangdraperie mit Lambrequins gerahmt. Vor den inneren Pilastern erheben sich zwei schrägauswärtsgestellte Freisäulen. In den Außenachsen sind in flachen Blenden die Holzfiguren des heiligen Nikodemus links und des heiligen Joseph von Arimathäa rechts aufgestellt. Beide Figuren stammen aus der Zeit um 1750. Abgeschlossen wird der Altar durch ein reich verkröpftes Gesims. Im von zwei Voluten begrenzten Altarauszug ist die Halbfigur Gottvaters in einer Strahlenglorie angebracht.
Die Kommunionbank stammt mit ihren kleinteilig geschweiften Vierkantbalustern aus der Erbauungszeit. Sowohl die Fuß- als auch die Deckplatte sind modern. Das Gestühl stammt aus der gleichen Zeit und ist wie die Kommunionbank aus Eichenholz gefertigt. Die Schweifwangen des Gestühls sind mit spiraliger Akanthusschnitzerei versehen, die Brüstungen gefeldert.
Die beiden halbkreisförmigen Gemälde in der Kapelle stammen aus dem frühen 18. Jahrhundert und sind auf Leinwand gemalt. Sie sind jeweils in die Schildbogen der Mittelachsen im Osten und Westen eingefügt. Die beiden vielfigürlichen Darstellungen zeigen östlich die Passionsfolge, wobei sämtliche Szenen in einem großen architektonischen Zusammenhang zu sehen sind. Westlich ist das Jüngste Gericht, aufgeteilt in horizontalen Zonen, zu sehen. Unten ist die Hölle mit Fegefeuer, darüber die Auferstehung der Toten und ganz oben die himmlische Sphäre abgebildet.